# Döschwitz
Döschwitz là một đô thị thuộc huyện Burgenland, bang Sachsen-Anhalt, Đức. Đô thị Döschwitz có diện tích 10,84 km², dân số thời điểm ngày 31 tháng 12 năm 2006 là 884 người.